# Panerusan

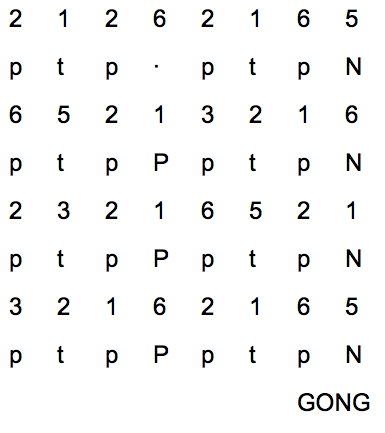
Forma ladrang en els instruments balungan. GONG = gong ageng.

Els instruments panerusan, també anomenats instruments elaboradors, són una secció dels instruments del gamelan, segons un criteri de classificació emprat en aquest tipus de música. Aquests s'encarreguen d'ornamentar i generar variacions sobre el balungan (melodia principal), del qual s'encarreguen els instruments balungan. D'altra banda, l'estructura rítmica, vindria determinada pels instruments colotòmics. Sovint són els instruments més difícils de tocar del gamelan, però també són els que donen més possibilitats a la improvisació i a la creativitat de l'intèrpret.

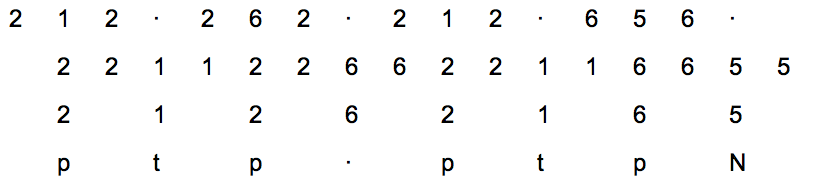
Primera línia de la forma ladrang mostrada a sobre (a baix) amb un possible balungan (a dalt) i elaboracions panerus (al mig).

Entre els instruments panerusan s'hi inclouen:
- gender
- suling
- rebab
- siter o celempung
- bonang
- gambang

Sovint s'inclou en aquesta llista al cantant femení (pesindhen) perquè canta amb un estil similar a les tècniques pròpies d'aquests instruments. Atès que tots els instruments de vent, corda o percussió feta de fusta que hi ha al gamelan pertanyen a la família dels elaboradors, d'aquesta prové el timbre més diferenciat del gamelan.
Les parts interpretades pels instruments panerusan són, en gran manera, fórmules melòdiques conegudes amb el nom de cengkok i sekaran. La melodia, per tant, ve determinada per la selecció de fórmules per part de l'intèrpret, d'entre totes les que té al cap, en funció del patet, l'afecte i tota la tradició que envolta una peça.

## Sekaran
El sekaran (del javanès "florir") és un tipus d'elaboració emprat al gamelan javanès, especialment per al bonang barung.
És similar al cengkok d'altres instruments elaboradors del gamelan javanès en el seu tipus de floritura i tendència a la improvisació, però el sekaran en general només té lloc al finalitzar el nongan o una altra divisió colotòmica. Normalment va precedit d'un imbal, un patró en forma de kotekan entre el bonang barung i el bonang panerus.
Hi ha diversos sekaran per a patets diferents, però sempre hi ha lloc per a l'elecció. Un bon intèrpret de bonang sempre triarà un sekaran basat en la improvisació tant dels altres instruments com del sindhen.
Tradicionalment, el bonang panerus no tocava sekaran, simplement seguia fent el patró de l'imbal, però actualment alguns intèrprets fan servir sekaran, en la mesura en que mantenen el caràcter ràpid de la part del bonang panerus.